# Zijingguan

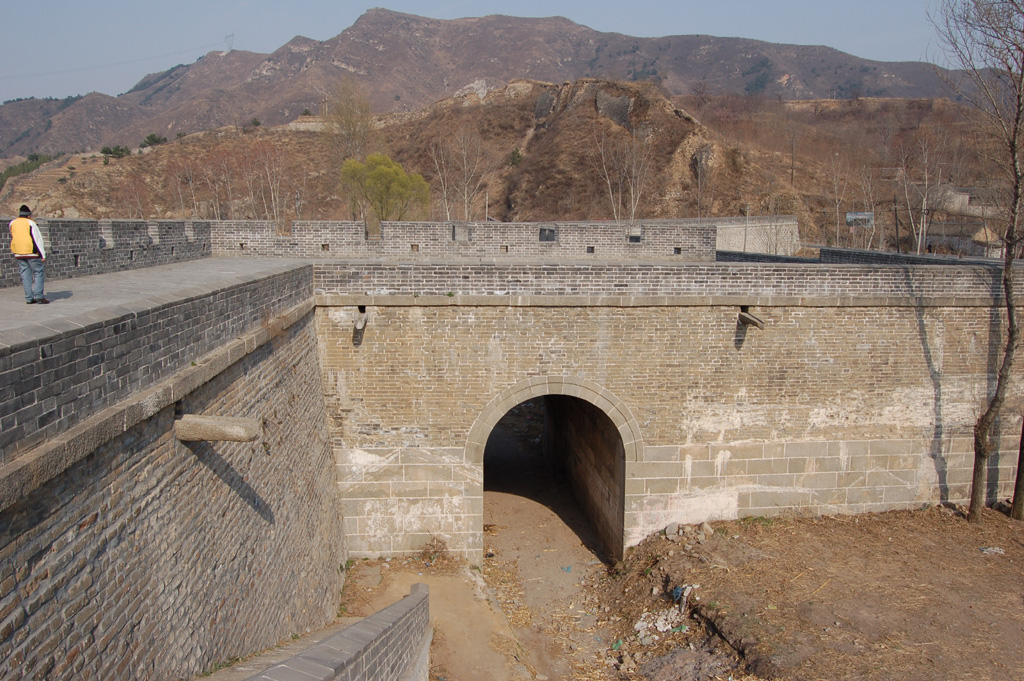
Zijingguan

Zijingguan (chinesisch 紫荊關 / 紫荆关, Pinyin Zǐjīng guān – „Purpurdistelpass“) ist ein befestigter Pass der chinesischen Mauer im Kreis Yi in der Provinz Hebei.

## Lage
Der Pass liegt am Gipfel des Zijing Ling südwestlich von Peking und ist neben Juyongguan und Daomaguan einer der drei wichtigsten Pässe im chinesischen Kernland. Während der frühen Qin-Dynastie (221-206) und der Han-Dynastie trug der Pass den Namen Wuyuanguan. Von den Song wurde er Jinbeiguan genannt. Erst nach der Yuan-Dynastie erhielt er wegen der auf dem Berg wachsenden Purpurdisteln den Namen Zijingguan (Purpurdistelpass) und wurde als eines der „Neun Forts unter dem Himmel“ bezeichnet.
Das Baujahr der ursprünglichen Befestigungen ist nicht bekannt, Zijingguan ist jedoch eine der ältesten Passfestungen. Die erste richtige Passbefestigung wurde in der Westlichen Han-Dynastie gebaut. Ein Wiederaufbau der verfallenen Mauern geschah während der Ming-Dynastie. Mit dem Wiederaufbau in der frühen Ming-Dynastie wurde eine 1.000 Soldaten starke Wachtruppe in der Passfestung stationiert. Der heutige Zustand geht auf die Verstärkung der Befestigungen im Jahr 1491 zurück. Von Zijingguan zieht die Große Mauer nach Nordwesten in Richtung Juyongguan, einem ebenfalls stark befestigten Pass.
Die heutigen Ruinen lassen die ehemalige Größe der Anlage noch erkennen. Der Standort war aufgrund des eher offenen Geländes und der oftmals niedrigen Wasserführung des am Fuß der Anlage vorbeifließenden Juma He schwierig zu befestigen. Ursprünglich war das Passbauwerk mit vier Türmen ausgestattet und auf Ost-, West- und Südseite von einer Mauer umgeben, die Nordseite lag über einem steilen Abhang zum Juma He. Insgesamt hatten die Mauern einen Umfang von mehr als 3 km, die gesamte Anlage bestand aus neun Forts und besaß insgesamt acht Tore, davon vier Wassertore. Von den Toren ist eines noch erhalten, über dessen Torbogen eine weiße Marmorplatte angebracht ist. Die darin eingemeißelte Inschrift „紫荆关“ (Zijingguan) stammt von 1589. Nordtor und Nordmauer sind aus großen Felsblöcken gebaut. 
Strategisch wichtig war Zijingguan wegen des Zugangs zum chinesischen Kernland, er diente zur Absicherung von Peking. Neben Juyongguan ist er einer der beiden offensichtlichen Zugänge zur zentralchinesischen Ebene von Norden. Mehr als 140 Schlachten wurden hier ausgetragen. Die strategische Funktion hat der Pass jedoch niemals wirklich erfüllt, denn viele Angreifer umgingen den Pass oder eroberten ihn, so die Mongolen und auch die Mandschu. Dennoch wurde die Unterhaltung und wiederholt vorgenommenen Verstärkung der Mauern von vielen Politikern und Militär immer wieder entschieden befürwortet.
2004 wurde so umfangreiche Wiederaufbauarbeiten vorgenommen, dass dies kaum noch eine Restaurierung darstellt, sondern von einer Nachbildung gesprochen werden muss. Heute ist Zijingguan ein bekanntes Touristenziel. 
Zijingguan wurde unter der Nummer 4-132 (万里长城—紫荆关,  Wanli changcheng – Zijingguan) in das Denkmalverzeichnis der Volksrepublik China aufgenommen.